# Visoka porta
Visoka porta (turško: bâb-i-âlî) ali samo porta je naziv, ki se je v evropskih diplomatskih krogih uporabljal za Osmansko cesarstvo in divan (državni svet), pisarno velikega vezirja ali vlado Osmanskega cesarstva.
Naziv je  nastal iz starega orientalskega običaja, da so se dobrodošlice in sprejemi za tuje predstavnike in diplomate opravljali pred mestnimi vrati ali pred vrati vladarske palače in francoskega prevoda arabske besede Bab'i'ali (turško: Bâb-i-âlî ), ki pomeni visoka vrata. Vrata so simbolično pomenila tudi položaj cesarstva na prehodu iz Evrope v Azijo.
Od vladavine Sulejmana I. dalje je naziv postal sinonim za osmansko vlado v Carigradu (Istanbulu). Od leta 1718 do 1922 je bil naziv vlade Osmanskega cesarstva, s katerim naj bi se razlikovala od sultanovega dvora.
Izraz visoka porta se je uporabljal tudi za gradbe v bližini saraja, v katerih so bili nameščeni razni državni organi, na primer Veliki vezirat, Ministrstvo za zunanje zadeve, Ministrstvo za notranje zadeve, Državni svet in Cesarska pisarna. 
V ustavnem obdobju je funkcijo divana prevzela vlada, naziv porta pa se je nanašal samo na Ministrstvo za zunanje zadeve. V tem obdobju je naziv veliki vezir pomenil predsednika vlade, vezirji pa so bili člani osmanskega senata. 